# 성검학원의 마검사
성검학원의 마검사(일본어: 聖剣学院の魔剣使い The Demon Sword Master of Excalibur Academy[*])는 시미즈 유가 글을 쓰고 토사카 아사기가 그림을 그린 일본의 라이트 노벨 시리즈이다. 미디어팩토리는 2019년 5월부터 MF문고 J 각인으로 15권을 출판했다. 라이트 노벨은 북미에서 옌 프레스에 의해 라이선스되었다. 아스카 게이겐의 삽화를 적용한 만화 각색은 2019년 11월부터 가도카와 쇼텐의 소년 만화 잡지 월간 소년 에이스에 연재되었다. 단행본 8권으로 수집되었다.
모리타 히로유키가 감독하고 파시오네가 제작한 애니메이션 TV 시리즈로 2023년 10월부터 12월까지 방영되었다.

## 구성
천년 전, 세계는 전쟁 중이었다. 여섯 암흑왕이 이끄는 인류 전체는 거의 멸종 위기에 처해 있었다. 그러나 인류에게는 여섯 영웅의 모습으로 희망이 있었다. 그들의 힘으로 여섯 명의 암흑군주가 하나씩 쓰러지고 마침내 한 명만 남게 되었다. 성력 447년, 언데드왕 레오니스 데스 마그누스도 몰락했으나, 수도 네크로조아가 함락되기 전에 강력한 결계로 자신의 몸을 봉인하고 자신에게 부활 주문을 걸었다. 그는 이번 한 번만 승리를 인정할 것이지만, 천년 후에 다시 일어나 인류를 정복할 것이라고 선언했다. 그것이 반역의 여신이 그에게 부여한 사명이기 때문이다.
현재, 리셀리아 레이 크리스탈리아라는 어린 소녀가 우연히 레오니스 영묘의 고대 유적을 발견했다. 우연히 봉인을 풀고 레오니스는 열 살짜리 인간 아이의 몸에서 천년 동안 잠을 자다가 깨어난다. 공허의 난민으로 착각한 리셀리아는 레오니스를 자신의 보살핌에 맡기고 레오니스는 그가 자는 동안 세상에 무슨 일이 일어났는지 밝히기 위한 임무를 시작한다.